# Herina burmanica
Herina burmanica är en tvåvingeart som först beskrevs av Frey 1959. Herina burmanica ingår i släktet Herina och familjen fläckflugor.
Artens utbredningsområde är Myanmar. Inga underarter finns listade i Catalogue of Life.